# Instituto Tecnológico y de Estudios Superiores de Monterrey, Campus Puebla

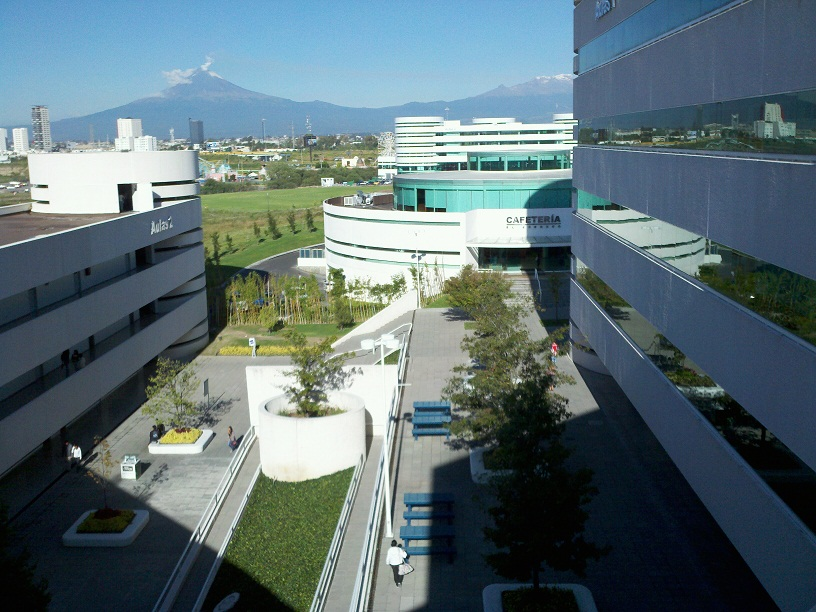
Los pasillos y la cafetería "El Borrego".

El Instituto Tecnológico de Estudios Superiores de Monterrey, Campus Puebla es uno de los campus del Instituto Tecnológico y de Estudios Superiores de Monterrey. Está ubicado en Puebla de Zaragoza, Puebla (México).

## Historia
Siendo el Campus número 33 del Sistema ITESM, el Campus Puebla comenzó a construirse el 14 de noviembre de 2002 con la colocación de la primera piedra. Relativo a los festejos del 60 aniversario del Tecnológico de Monterrey, este campus fue conmemorativo y se inauguró el 1 de agosto de 2003. Su edificación se dio lugar en una zona facilitada por el Gobierno del estado de Puebla y su extensión es de aproximadamente 25 hectáreas. Su construcción está comprendida de 29,232 m² en tres edificios para aulas, un Centro de Tecnología y Servicios Estudiantiles y 6,150 metros más reflejados en el Parque Tecnológico (Centro de Innovación y Transferencia). 

El actual rector del Campus Puebla es Jorge Francisco Rocha Orozco, mientras que el Rector del Sistema ITESM es David Garza Salazar. Así mismo, alberga las oficinas de la Rectoría Zona sur del Tecnológico de Monterrey. Misma que comprende al Campus Hidalgo, Morelia, Chiapas, Cuernevaca y Puebla.

## Parque Tecnológico
Con una inversión de 80 millones de pesos el Tecnológico de Monterrey Campus Puebla inauguró el primer Centro de Innovación y Transferencia (CIT) del Estado, cuyo objetivo reside en detonar el desarrollo de la región. Con una inversión de 80 millones de pesos se construyó una infraestructura de vanguardia, donde compañías tanto nacionales como extranjeras pueden establecerse con el fin interactuar con el talento y vocación empresarial de la entidad poblana.
El (CIT) llamado también Parque Tecnológico, cuenta con un área de 6150 metros cuadrados construidos. Ofrece a su vez servicios de incubación y aceleración de empresas además de proporcionar el espacio físico para el reclutamiento de capital humano o asesoría legal para empresas que requieran iniciar operaciones en Puebla.

## Acreditaciones
El Campus Puebla cuenta con tres categorías en Acreditaciones: Impacto a la comunidad, Servicios de apoyo y Academia.

Acreditaciones Académicas

Cuenta con acreditaciones Académicas por la Comisión de Universidades de la Asociación de Escuelas y Universidades del Sur de Estados Unidos (SACS), la cual permite otorgar títulos profesionales y grados académicos de maestría y doctorado. También ha sido acreditado por la Federación de Instituciones Mexicanas Particulares de Educación Superior (FIMPES) y está en espera de obtener la acreditación del Consejo de Acreditación de la Enseñanza de la Ingeniería (CACEI), ya que se requiere de cierto número de generaciones egresadas. Todas las carreras impartidas en el Campus Puebla, que cumplen con los criterios para ser acreditadas por los Comités Interinstitucionales para la Evaluación de la Educación Superior (CIEES) se encuentran aún en fases iniciales. Adicionalmente cuenta con una membresía a la Asociación Nacional de Universidades e Instituciones de Educación Superior (ANUIES).

Acreditaciones en Servicios de apoyo (Certificaciones)

Se cuenta con un sistema de gestión de calidad bajo la norma ISO 9001: 2008. Las áreas acreditadas para el periodo marzo de 2007-2013 son, Dirección Administrativa, Dirección de Planta Física y Construcciones, Dirección de Servicios de Apoyo (biblioteca y seguridad) y Dirección de Efectividad Institucional y Desarrollo Social. Estas acreditaciones otorgan calidad en los servicios brindados.

Acreditaciones por el impacto a la comunidad (Reconocimientos)

En el 2008 se nombró con el Distintivo Empresa Socialmente Responsable, otorgado por el Centro Mexicano para la Filantropía (CEMEFI). Esta distinción se hace a empresas o instituciones que integran la responsabilidad social como parte fundamental en su organismo promoviendo una cultura que influye a favor de la sociedad. 

El Tecnológica de Monterrey creó el IDeSS (Instituto para el Desarrollo Social Sostenible) con el cual enfrentan un problema que aqueja a la sociedad en la actualidad, disminuir la brecha económica y social en México por medio de la transmisión de conocimientos en diferentes áreas educativas, mediante la vinculación con la comunidad y efectuando proyectos que contribuyen a la causa.

## Escuelas
Desde su inauguración cuenta con las escuelas de Ingeniería y Negocios. La última escuela en anexarse al Campus fue la de Arquitectura, Artes y Diseño, el 3 de diciembre de 2010; teniendo como director al Arq. Hermas Luis Haaz Carreón.

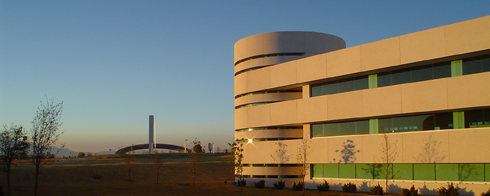
Edificio 2, obelisco y anillo del Campus.

## Programas Educativos
En el Tecnológico de Monterrey Campus Puebla se imparten 4 programas de Preparatoria, 23 programas profesionales (entre licenciaturas e ingenierías), un programa de maestría y diferentes diplomados y cursos.

Prepa Tec

Prepa Tec Bilingüe

Prepa Tec Multicultural

Prepa Tec Internacional

Profesional

•	Administración y Finanzas

Licenciado en Administración y Estrategia de Negocios

Licenciado en Administración Financiera

Licenciado en Negocios Internacionales

Licenciado en Mercadotecnia

Licenciado en Creación y Desarrollo de Empresas

•	Humanidades y Ciencias Sociales

Licenciado en Comunicación y Medios Digitales

Licenciado en Relaciones Internacionales

Licenciado en Derecho y Ciencia Política

Licenciado en Derecho y Finanzas

•	Ingeniería y Arquitectura

Arquitecto

Ingeniero Industrial y de Sistemas

Ingeniero Mecánico Administrador

Ingeniero en Mecatrónica

Licenciado en Diseño Industrial

Licenciatura en Animación y Arte Digital (LAD)

Ingeniero en Biotecnología

Ingeniero en Diseño Automotriz

Ingeniero en Producción Musical Digital

Ingeniería Civil

•	Tecnologías de Información y Electrónica

Ingeniero en Tecnologías Electrónicas

Ingeniero en Tecnologías de Información y Comunicaciones

Ingeniero en Tecnologías Computacionales

Ingeniero en Sistemas Digitales y Robótica

Ingeniero en Negocios y Tecnologías de Información

Maestría

Administración y Finanzas